# Richard Meier
Pour les articles homonymes, voir Meier.
Peter Richard Alan Meier, dit Richard Meier, né le 12 octobre 1934 à Newark (New Jersey, États-Unis), est un architecte et artiste abstrait américain.

## Biographie
Richard Meier naît dans une famille juive, il est l'aîné des trois fils de Carolyn Kaltenbacher et Jerome Meier vendeur en gros de vin et d'alcool.
Une fois son diplôme de la Cornell University en poche, il visite l'Italie, la Grèce, l'Israël, la France, l'Allemagne, il travailla ensuite chez Skidmore puis pour Marcel Breuer.
Ce n'est qu'en 1963 qu'il crée son agence dans son appartement de New York du nom de « Richard Meier & Parteners », sa première commande étant une maison pour ses parents à Essex Fells dans le New Jersey.

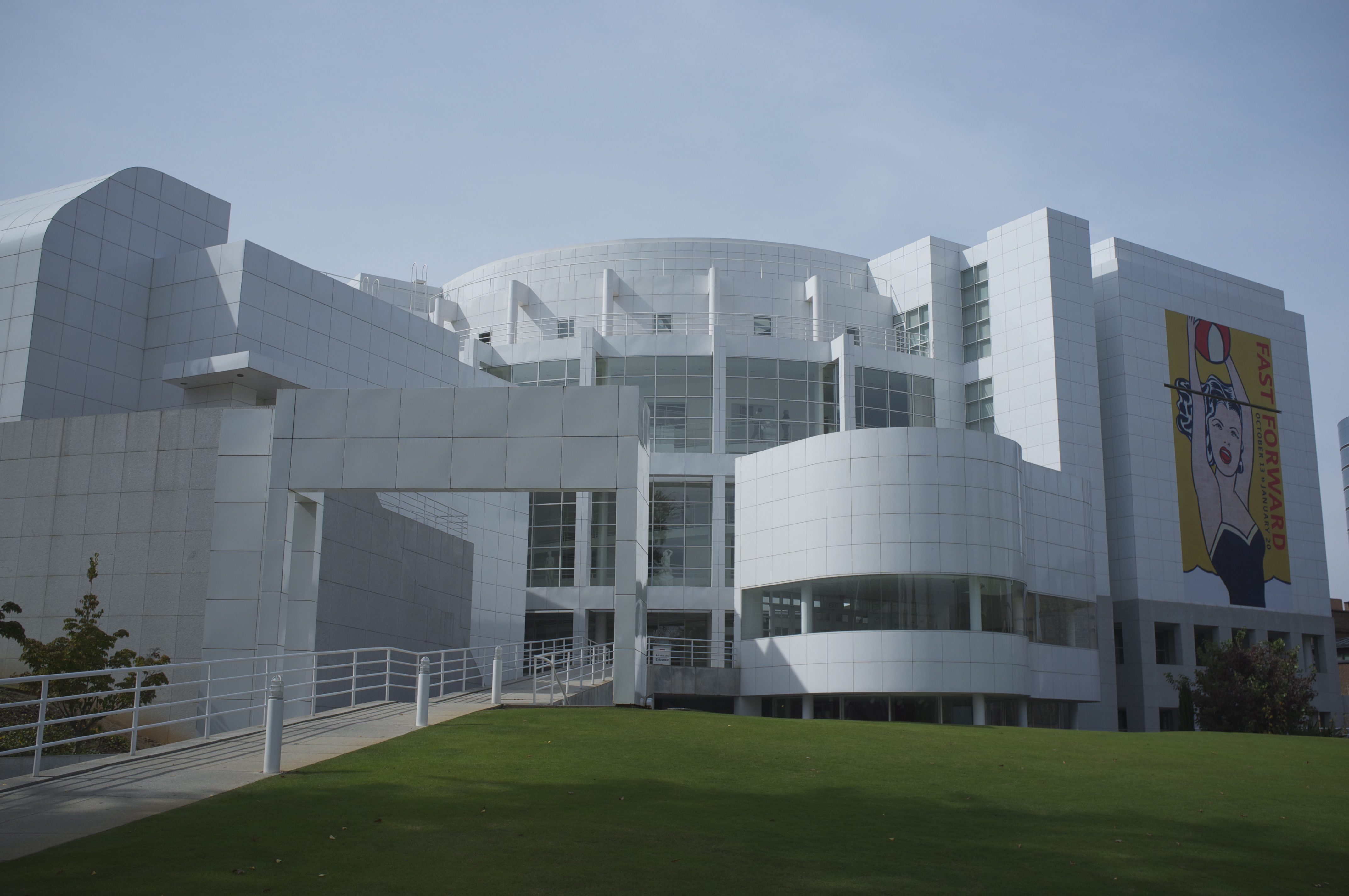
High Museum of Art d'Atlanta.

En parallèle à son activité d'architecte, il enseigne à la Cooper Union (1962-1973), à Yale (1975-1977) puis à Harvard (1980-1981). Richard Meier est l'auteur de plusieurs maisons particulières dont la célèbre « Douglas House » à Harbor Springs (1973), somptueuse demeure qui surplombe le lac Michigan. Son travail sur la lumière, la couleur blanche, l'espace et la forme le rapproche de Le Corbusier.
Il s'est forgé une solide réputation en matière muséographique. Il construit pour la première fois en France en 1989, à l'issue du concours pour la réalisation du siège de Canal+, quai André-Citroën.
Il obtient le prix Pritzker en 1984, et exerce dans le cadre de l'agence « Richard Meier & Partners ».

### Harcèlement sexuel et démission
Le 13 mars 2018, le New York Times publie le témoignage de cinq femmes que Richard Meier aurait harcelées ou agressées sexuellement. Meier réagit en se mettant en retrait de son agence pendant six mois. En réponse aux allégations et aux excuses de Richard Meier, l’Université Cornell annule la création d’une chaire pour l’architecte. Le 6 avril 2018, quatre autres employées de l’agence d'architecture Meier présentent de nouvelles allégations contre lui. Le 9 octobre 2018, l’agence Meier annonce que sa démission est définitive.
En réalité, Richard Meier n'a jamais démissionné et reste présent dans son bureau. Son image et son titre ont réapparu sur le site Web de l'agence.

## Principales réalisations
- 1967 : Smith House, Connecticut, (États-Unis)
- 1973 : Douglas House, Harbor Springs (États-Unis)
- 1976 : Atheneum, New Harmony, Indiana (États-Unis)
- 1983 : High Museum of Art, Atlanta (États-Unis)
- 1983 : Giovannitti House, Pittsburgh (États-Unis)[2]
- 1984 : musée des Arts décoratifs, Francfort (Allemagne)
- 1992 : siège de Canal+, 15e arrondissement de Paris (France)
- 1995 : espace Pitot, Montpellier (France)
- 1995 : mairie et bibliothèque centrale, La Haye (Pays-Bas)[3]
- 1995 : MACBA, musée d'art contemporain, Barcelone (Espagne)[4]
- 1997 : Getty Center, Los Angeles (États-Unis)[5]
- 1998 : White Plaza, Bâle, (Suisse)
- 2000 : palais de justice (Sandra Day O'Connor United States Courthouse), Phoenix[6]
- 2000 : église en béton blanc de Tor Tre Teste, à l’est de Rome (Italie)[7]
- 2001 : mobilier urbain des stations du tramway de Nancy
- 2004 : collection Frieder Burda, Baden-Baden (Allemagne)[8]
- 2006 : Broad Arts Center de l'université de Californie à Los Angeles (UCLA), USA
- 2006 : musée de l'Ara Pacis à Rome (Italie)[9]
- 2007 : musée d'art contemporain de Rolandseck, Remagen
- 2008 : immeuble tertiaire Balthazar (Orange Business Services - Stadium) à la Plaine Saint-Denis - Saint-Denis